# Roannay
De Roannay is een zijrivier van de Amblève. Het stroompje ontspringt in de buurt van Francorchamps. Vervolgens stroomt het door een brede vallei waarna het zich tussen Coo en La Gleize in de Amel stort. Langs de Roannay bevinden zich een aantal watermolens.

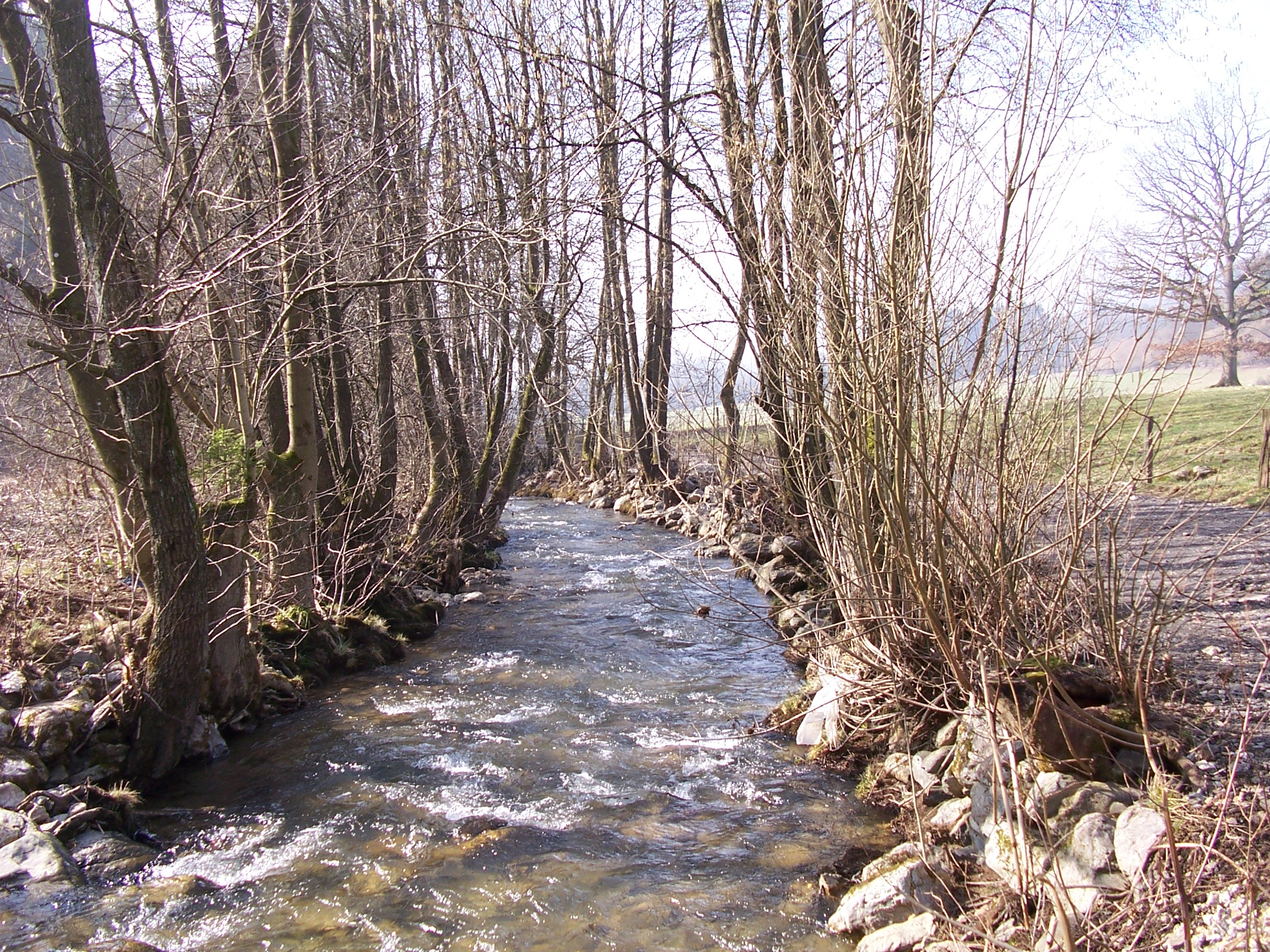
Roannay